# Barbara Heßler

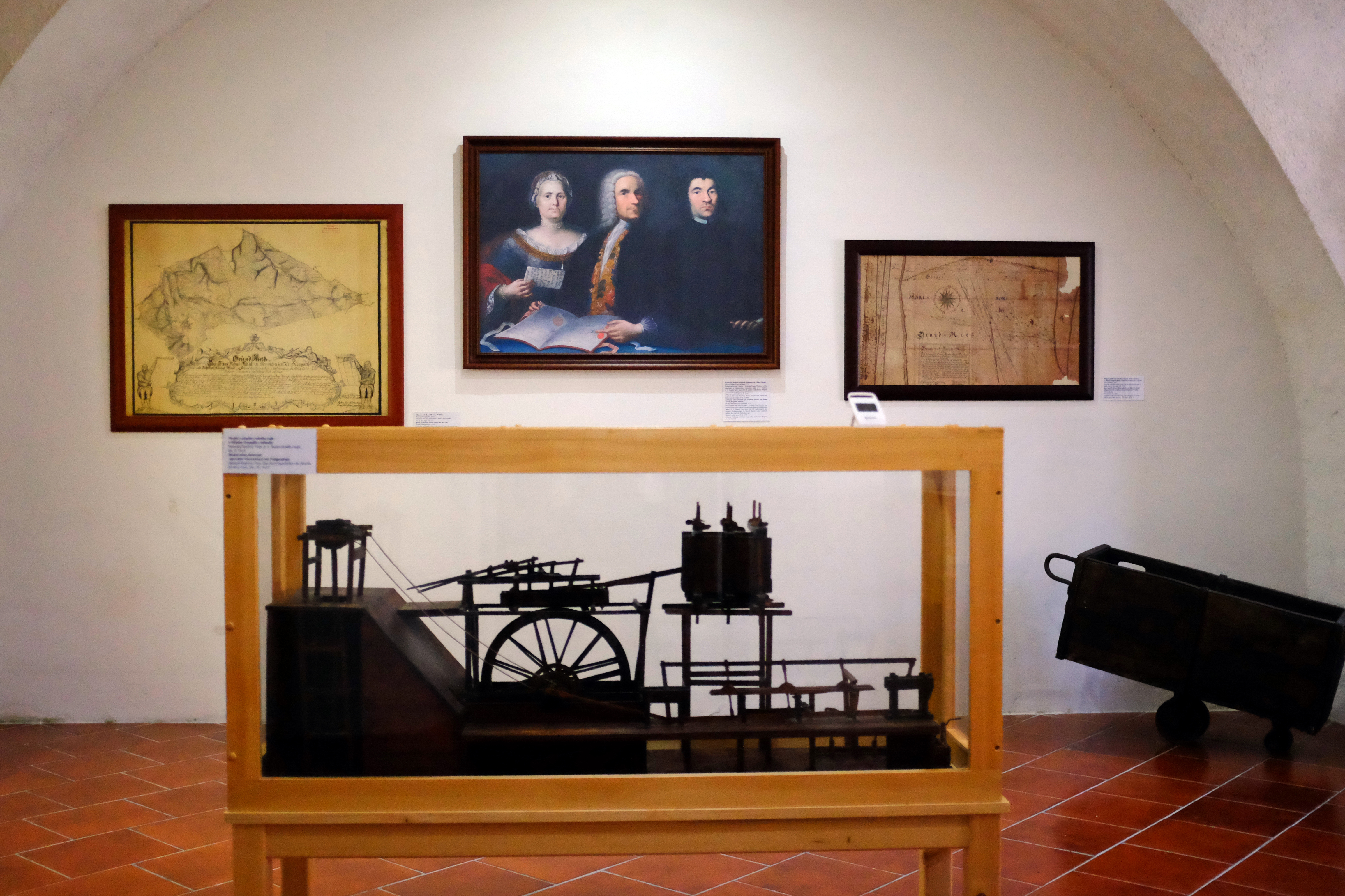
Bildnis Barbara und Franz Heßlers im Museum Horni Blatna

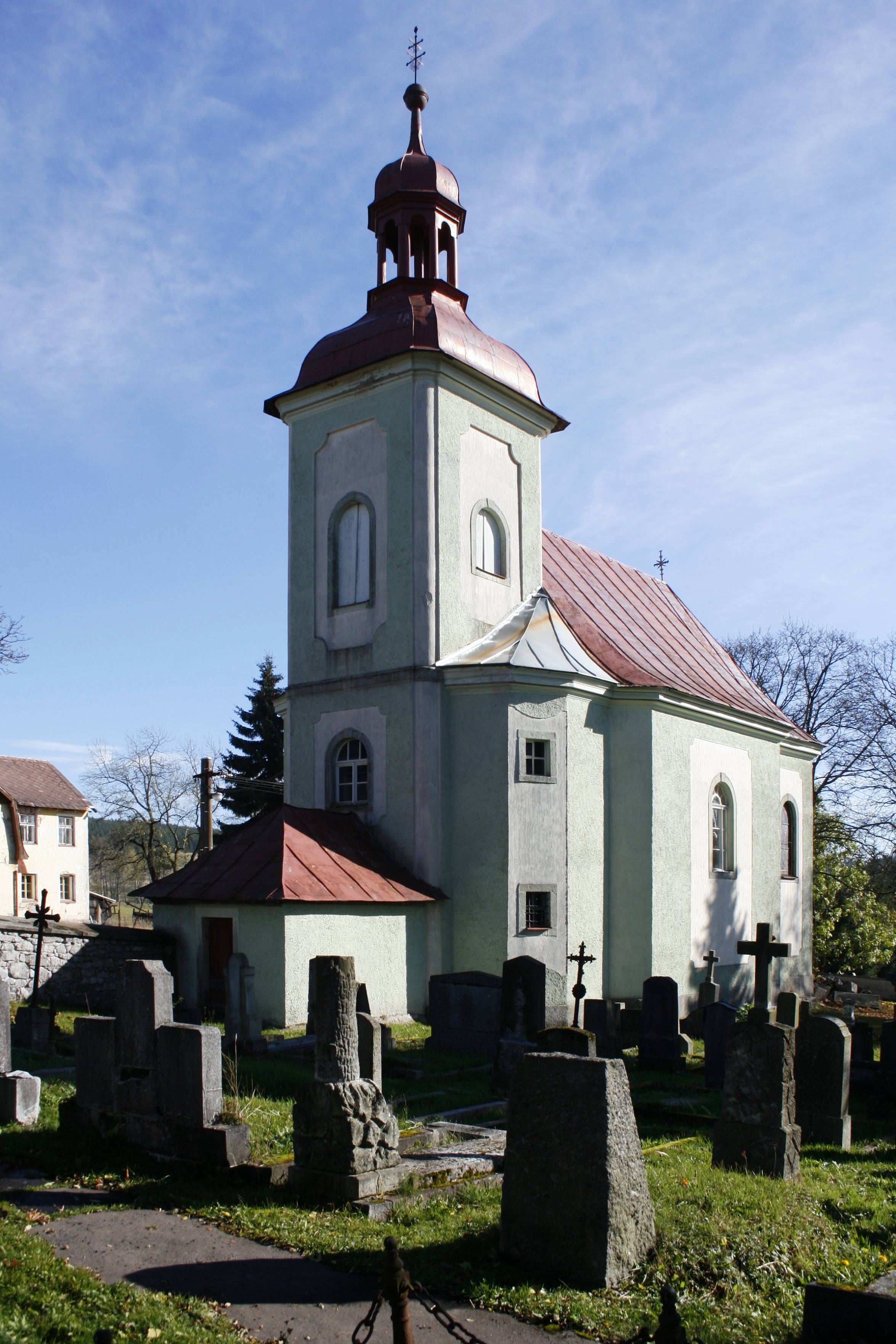
Kreuzkapelle in Horní Blatná

Anna Barbara Heßler, auch Hessler, geborene Putz, (getauft 13. Oktober 1695 in Platten, Böhmen; † 4. Februar 1747 ebenda) war eine böhmische Montanunternehmerin und Benefiziatsstifterin.

## Leben
Sie war die älteste Tochter des Grenzzolleinnehmers Joseph Putz (1672–1730) und der Christina geb. Sichelbarth († 1727) der Tochter des Stadtschreibers Theodor Sichelbarth († 1710). Die katholische Beamtenfamilie war erst in der Zeit der Gegenreformation zugezogen. Ihr Onkel der Bergmeister und Unternehmer Christoph Adalbert Putz (1658–1726) erhielt 1719 vom Kaiser das Adelsdiplom.
Sie wuchs in der böhmischen Bergstadt Platten im Erzgebirge an der Grenze zu Sachsen auf, wohl in dem noch heute existierenden Bürgerhaus am Marktplatz das früher die Nummer 4 und heute die Nummer 1 trägt. Ihr vermögender Vater ließ es 1709 erbauen. 1723 heiratete sie den Stadtschreiber und späteren kaiserlichen Rat Johann Franz Heßler (1693–1770), der selbst aus einer angesehenen Joachimsthaler Familie stammte. Ihr wurden mindestens vier Töchter geboren, von denen die älteste und jüngste noch im Kleinkindalter starben. Von ihrem Vater erbte sie die Zinngrube St. Konrad. Nachdem sich ihre übrigen Geschwister aus dem Vorhaben zurückzogen, betrieben Barbara und Franz Heßler das Bergwerk allein. In der ersten Hälfte des 18. Jahrhunderts nahm der Zinnabbau im böhmischen Teil des Erzgebirges wieder zu und machte die Familie zu einer der reichsten der Umgebung. 1740 brachte der neue Bergsegen schon eine Ausbeute von 200.000 Gulden ein und später sogar das Vierfache davon. Aus Dankbarkeit machte Barbara Heßler gemeinschaftlich mit ihrem Ehemann eine Stiftung von 6000 Gulden zur Anstellung eines Kaplans bei der Kreuzkapelle in Platten. 1740 und 1745 ließ die Familie zwei Ölgemälde bei dem Maler Elias Dollhopf (1703–1773) in Auftrag geben das in einem Barbara Heßler im Mittelpunkt zeigt, die Kerbhölzer in der Hand hält, flankiert von einem Geistlichen und ihrem Mann der auf ein Erzstück zeigt. Auf dem zweiten Bild hält sie ein Schriftstück mit den Worten Rda ac Praecellenti Dno P. Joanne Paulo Neisbergerger I praesentato Peneficiato ad S. Crucum Platnensis Ao 1745 gottesgab. Barbara Heßler starb 1747 im Alter von 51 Jahren. Sie fand ihre letzte Ruhestätte in der Kreuzkapelle. Johann Franz Heßler wurde 1749 für seine Verdienste vom Kaiser in den erblichen Adelsstand erhoben. Nach dessen Tode 1770 wurden die meisten Zechen aufgelassen, wodurch das Bergwesen einen raschen Niedergang erfuhr. Das Familiengut Welchau erbte ihre Tochter Anna Regina von Heßler. Ihr Enkel Karl Ritter von Gamsenberg verkaufte Welchau wegen Überschuldung 1798 an die Grafen von Zettwitz.

## Familie
Maria Barbara Putz heiratete 1723 in Platten Johann Franz Heßler (getauft 13. September 1693 in Sankt Joachimsthal; † 27. März 1770 in Welchau). Aus der Ehe gingen folgende Kinder hervor:
- Maria Rosina (*/† 1725 in Weipert)
- Anna Regina Elisabetha Josepha (* 1731 in Platten; † 1797 in Welchau), erbt das Gut Welchau[5][6][7]
- Anna Maria Catharina (* 1733 in Platten), ⚭ Adalbert Schönpflug Ritter von Gamsenberg
- Anna Augusta Maria (* 1735 in Platten; † 1737 ebenda)